# Kreuztoleranz
Unter Kreuztoleranz versteht man in der Pharmakologie die physiologische Toleranz gegenüber strukturell ähnlich aufgebauten Wirkstoffen. Bei zwei kreuztoleranten Substanzen A und B führt also die wiederholte Einnahme der Substanz A nicht nur zu einer Toleranz gegen Substanz A selbst, sondern auch gegen Substanz B.
Die Wirkung von Substanz A verringert sich bei gleichbleibender Dosierung mit der Zeit, durch Toleranz. Die Wirkung der bisher nicht eingenommenen, strukturell aber ähnlich aufgebauten Substanz B verringert sich im gleichen Sinne mit der Zeit, durch Kreuztoleranz.

## Praktische Folgen
In der Medizin muss bei einem Wechsel mitten in der Behandlung auf einen zum bisher genutzten kreuztoleranten Wirkstoff die anfängliche Dosis des neuen entsprechend höher angesetzt werden. Besteht bei einem Patienten eine (Kreuz-)Toleranz gegenüber einer ganzen Familie von Wirkstoffen, dann muss unter Umständen für die Therapie ein potenterer gewählt werden als bei einem Patienten, der gegen die Stofffamilie noch keine (Kreuz-)Toleranz entwickelt hat.
Konsumenten legaler wie illegaler Drogen wissen oft wenig vom Mechanismus der Kreuztoleranz. Bemerken sie eine gegenüber der bisher erfahrenen verminderte Wirkung, so vermuten sie die Ursache dafür oft zu Unrecht in einem verringerten Wirkstoffgehalt der benutzten Droge. Erhöhen sie darauf, wie nicht selten, auf eigene Faust die Dosis, dann wachsen damit zugleich die körperlichen Belastungen wie auch das Suchtpotential.

## Bekannte Beispiele für untereinander kreuztolerante Substanzen
- zwischen den GABA-B-Agonisten Gamma-Hydroxybuttersäure, Baclofen, Phenibut
- zwischen den psychedelischen Serotoninagonisten LSD, Psilocybin/Psilocin und Meskalin
- zwischen Amphetamin, Methamphetamin und Ephedrin
- zwischen den GABA-A-Agonisten Alkohol, Benzodiazepinen und Barbituraten
- zwischen den Opioidagonisten Codein, Morphin und Heroin
- zwischen Cytisin und Nikotin
- zwischen Benzodiazepinen und Cannabis[1]
- zwischen Barbituraten und Cannabis[2]